# Cachan
Cachan là một xã trong vùng hành chính Île-de-France, thuộc tỉnh Val-de-Marne, quận L'Haÿ-les-Roses, tổng Cachan. Tọa độ địa lý của xã là 48° 47' vĩ độ bắc, 02° 19' kinh độ đông. Cachan nằm trên độ cao trung bình là 43 mét trên mực nước biển, có điểm thấp nhất là 43 mét và điểm cao nhất là 108 mét. Xã có diện tích 2,78 km², dân số vào thời điểm 1999 là 24.838 người; mật độ dân số là 9.065 người/km².

## Thông tin nhân khẩu
| 1936   | 1946   | 1954   | 1962   | 1968   | 1975   | 1982   | 1990   | 1999   |
| ------ | ------ | ------ | ------ | ------ | ------ | ------ | ------ | ------ |
| 14.567 | 15.156 | 16.965 | 23.282 | 26.187 | 26.442 | 23.930 | 24.266 | 24.838 |